# 国後水道
座標: 北緯44度25分 東経146度45分 / 北緯44.417度 東経146.750度

南千島（北方地域）周辺における国後水道の位置

国後水道（くなしりすいどう、ロシア語：エカチェリーナ海峡 пролив Екатерины）は、千島列島南千島の国後島と択捉島を隔てる幅約22kmの海峡（水道）。最狭部は国後島の安渡移矢岬と択捉島のベルタルベ岬の間である。水深は最大で484mもあり、択捉水道（ロシア名: フリーズ海峡）とともに、ロシア海軍の太平洋艦隊にとってはオホーツク海から太平洋へ出るための交通の要衝の一つである。